# Гаш-Барка
Гаш Барка (тигр. ጋሽ-ባርካ) — одна із шести регіонів (зоба) Еритреї, знаходиться на заході країни, межує із зобою Ансеба на півночі, Дебуб на південному-сході, Маекел на сході, із Суданом на заході та Ефіопією на півдні. Зоба складається із 11 районів та 2 міст регіонального підпорядкування.
Населення — 708800 осіб (2005; 519072 в 1997).
Столиця регіону місто Баренту. Серед інших міст регіону слід відзначити Агордат (колишня столиця), Молкі, Себдерат та Тесеней. Площа зоби становить 33 200 км², населення близько 1,1 млн чол. Багато хто називає цей регіон «житницею» Еритреї, позаяк тут порівняно розвинуте сільське господарство. Вважається, що населення провінції має більш, ніж 3,5 млн голів худоби та багато верблюдів (станом на 2005 рік). Область також багата на мармур, золото та інші важливі корисні копалини. В Аугаро залишилися старі італійські шахти та техніка колоніального періоду.
Більшість населення провінції, як правило, не мають проблем із харчуванням та здоров'ям, що є рідкісним явищем для цієї частини Африки.

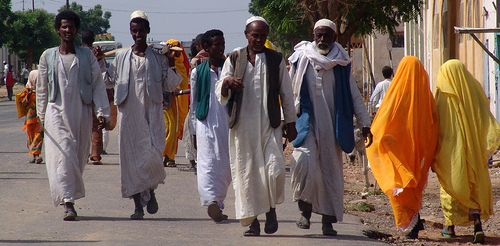
Чоловіки в Агордаті
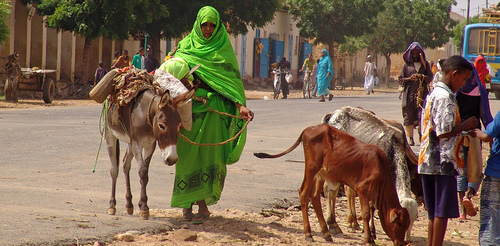
Жінки в Агордаті
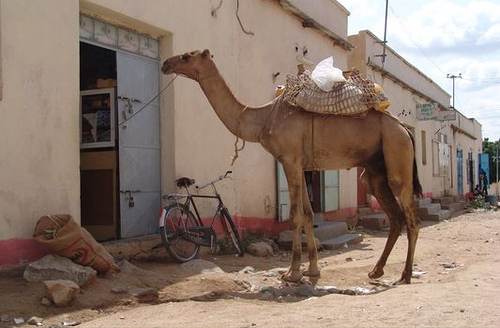
Верблюд в Баренту

## Адміністративний устрій
Райони:
- Верхній Гаш — Авгаро
- Гогне — Гогне
- Голудж — Голудж
- Дге — Могорайв
- Лого-Ансеба — Мекерка
- Моголо — Моголо
- Молкі — Молкі
- Тессеней — Тессеней
- Форто — Форто
- Хайкота — Хайкота
- Шамбуко — Шамбуко

Міста:
- Акурдет
- Баренту